# پرارولو دی کادوره
پرارولو دی کادوره (به ایتالیایی: Perarolo di Cadore) یک کومونه در ایتالیا است که در استان بلونو واقع شده‌است.

## خصوصیات
پرارولو دی کادوره ۴۳٫۶ کیلومترمربع مساحت و ۳۶۳ نفر جمعیت دارد و ۵۳۲ متر بالاتر از سطح دریا واقع شده‌است.